# 莱昂王国
莱昂王国（西班牙語：Reino de León）是910年至1230年間伊比利半島的西北部的一個王國。
由阿方索三世分割自己的王國給兒子加西亞一世而成。1139年，位于大西洋沿岸的西部领地葡萄牙伯国独立为葡萄牙王国。1296年至1301年，莱昂王国一度重新独立。1230年，國王阿方索九世之子，卡斯蒂利亞的國王費南多三世在父親死後入侵萊昂而奪取王位，该国东部并入卡斯蒂利亚王權之下，兩國成為共主邦聯，但實質由卡斯提亞控制，之後卡斯提亞先吞併萊昂，再跟阿拉貢合併為西班牙。1978年，原莱昂王国的核心地区成立卡斯蒂利亚-莱昂自治区，萊昂省為其中一省。